# 4560 Klyuchevskij
A 4560 Klyuchevskij (ideiglenes jelöléssel 1976 YD2) a Naprendszer kisbolygóövében található aszteroida. Ljudmila Ivanovna Csernih fedezte fel 1976. december 16-án.